# Suzdal
Suzdal (tiếng Nga: Суздаль) là một thị trấn (từ năm 1778) tại Nga, trung tâm hành chính của huyện Suzdal tỉnh Vladimir, nằm trên bờ sông Kamenka, một sông nhánh của sông Nerli cách thành phố Vladimir khoảng 26 km.

## Thông tin chung
- Tọa độ địa lý: 55°26′40″vĩ bắc 40°26′kinh đông.
- Dân số 11,2 nghìn người (năm 2005).
- Mã OKATO (mã phân loại vùng lãnh thổ hành chính toàn Nga): 17445
- Mã vùng điện thoại: 49231
- Múi giờ: Múi giờ Moskva (MTZ)
- Công nghiệp: xí nghiệp nuôi gà, xí nghiệp may, công nghiệp thực phẩm, các xí nghiệp sản xuất văn hóa phẩm và đồ nội trợ, rau quả, du lịch.

## Lịch sử

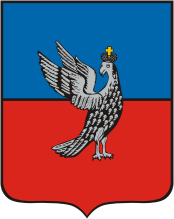
Biểu tượng của thị trấn (năm 1781)

Ghi chép đầu tiên trong bộ luật Novgorod viết rằng "Năm 6507 (tức năm 999 theo Công lịch) tôi, tu sĩ Isaakii, đã trở thành tu sĩ tại Suzdal, tại nhà thờ Sv. Aleksandr Armyanin…"
Trong Tiểu thuyết những năm tạm bợ đã nhắc tới thị trấn này vào năm 1024 dưới tên gọi Suzhdal.
Tên gọi của thị trấn thường được diễn giải như là "đất sét", làm từ đất sét.
Đầu thế kỷ 12 dưới thời đại Yuri Dolgoruki nó là trung tâm  của công quốc Rostov-Suzdal.
Năm 1157 Andrei Bogolyubskii chuyển thủ đô tới Vladimir và công quốc được gọi là công quốc Vladimir-Suzdal.
Từ giữa thế kỷ 13 nó là thủ đô của công quốc Suzdal độc lập.
Đầu thế kỷ 14 nó là thủ đô của công quốc Suzdal-Nizhegorod.
Năm 1392 Suzdal trở thành một phần của Đại công quốc Moskva.

Trong thế kỷ 16 tại Suzdal diễn ra việc xây dựng các tu viện. Người ta mở rộng các tu viện cũ và xây dựng các tu viện mới. Tới cuối thế kỷ 16 ở đây có 11 tu viện, (hiện nay giữ được 5 tổ hợp tu viện). Suzdal trở thành một trong số các trung tâm tôn giáo tại Nga.
Từ giữa thế kỷ 17 là thời kỳ tăng trưởng kinh tế.
Từ năm 1796 nó là thị trấn trung tâm huyện của tỉnh Vladimir thời Sa hoàng (guberniya).
Từ nửa sau của thế kỷ 19 thì Suzdal trở thành một thị trấn hẻo lánh cấp tỉnh.
Suzdal -thị trấn được bảo tồn, nằm trong Vòng vàng Nga (Zolotoye koltso), trong khu bảo tồn các viện bảo tàng kiến trúc, nghệ thuật và lịch sử Vladimir-Suzdal.

## Các công trình kiến trúc cổ
Trong thời kỳ Liên Xô thì Suzdal có địa vị là thành phố-viện bảo tàng, tổ chức quốc tế UNESCO đã trao cho thị trấn này địa vị Di sản thế giới.
Suzdal còn giữ được một lượng lớn các công trình kiến thiết cổ, bao gồm:
- Kremli, Suzdal
- Tu viện Spaso-Evphimiev
- Tu viện Pokrovskii
- Tu viện Aleksandrovskii
- Tu viện Rizopolozhenskii
- Tu viện Vasilyevskii
- Quảng trường thương mại
- Viện bảo tàng kiến trúc gỗ

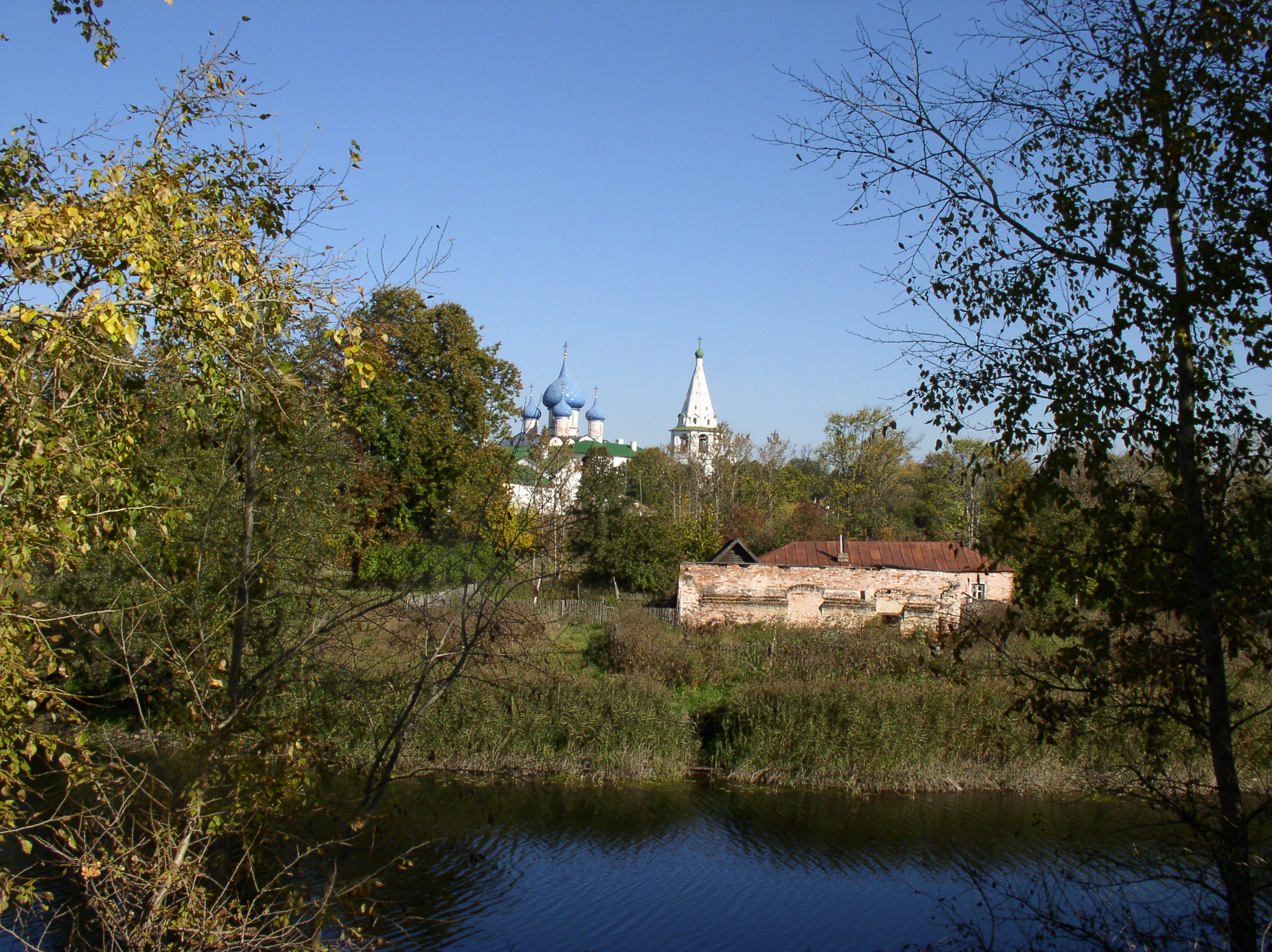
Nhà thờ Phục sinh nhìn từ sông Kamenka.
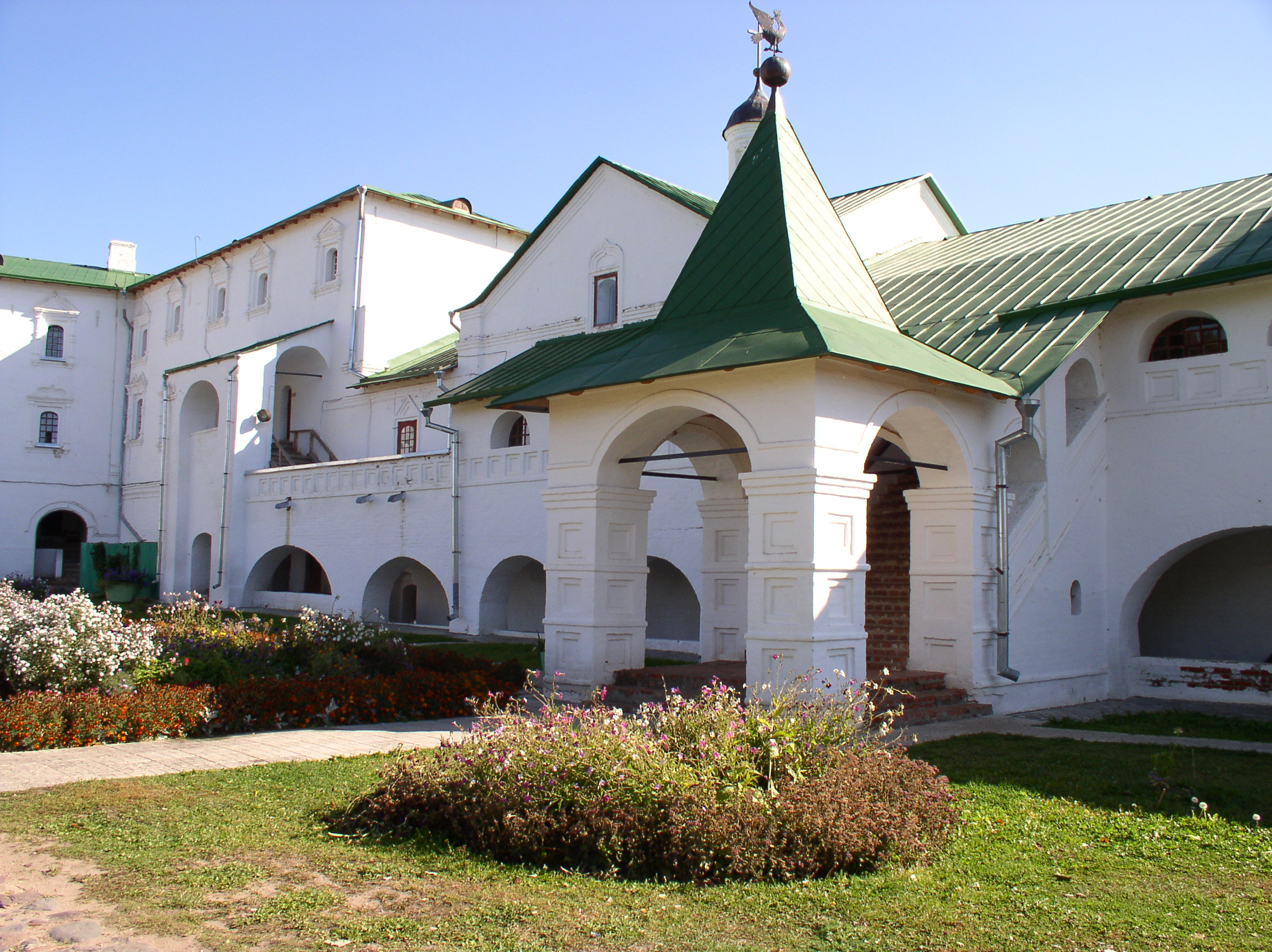
Cung điện Arkhiereiskaya.
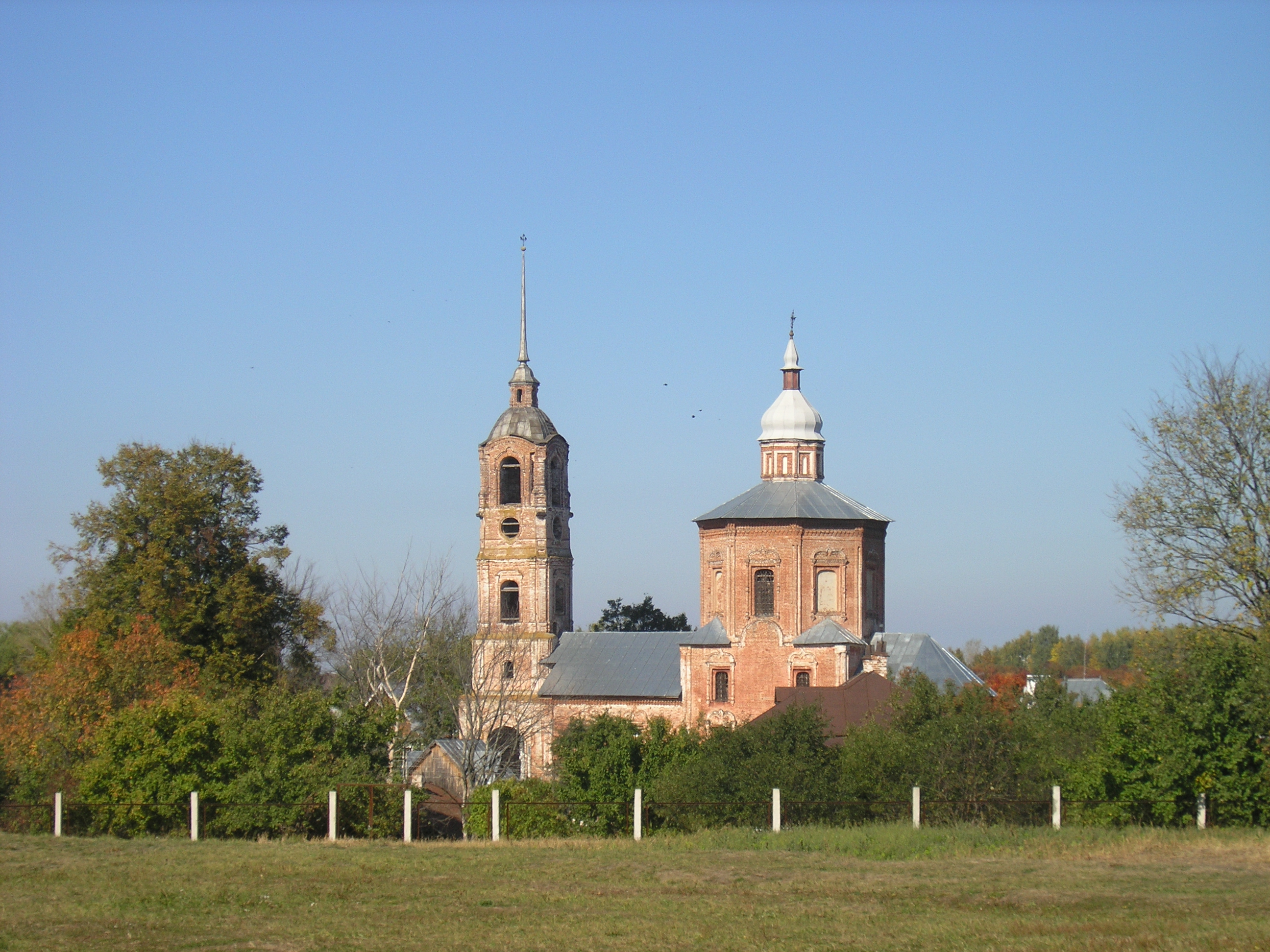
Nhà thờ Boris và Gleb.